# Spindrift Col
Spindrift Col är ett bergspass i Antarktis. Det ligger i Sydorkneyöarna. Argentina och Storbritannien gör anspråk på området. Spindrift Col ligger 1 meter över havet. Det ligger på ön Signy. Spindrift Col ligger vid sjön Moss Lake.
Terrängen runt Spindrift Col är varierad. Havet är nära Spindrift Col söderut.